# Olaf Heredia
Olaf Heredia (Apatzingán, 19 de octubre de 1957) es un exfutbolista mexicano que se desempeñaba como portero. Fue campeón con el Club Universidad Nacional en una ocasión. Su cabellera marcó la década de los setenta, junto a Manuel Nájera, Rigoberto Cisneros, Mario Medina y Leonardo Cuéllar. 
Vistió la camiseta de los Pumas de la UNAM, los Tigres de la UANL, Monarcas  Morelia, Cruz Azul y los Guerreros del Santos Laguna durante su carrera. 
Jugó en la selección de fútbol de México que participó en la Copa Mundial de Fútbol de 1986 y participó en 18 encuentros con la selección.

## Participaciones en Copas del Mundo
| Mundial                        | Sede   | Resultado        |
| ------------------------------ | ------ | ---------------- |
| Copa Mundial de Fútbol de 1986 | México | Cuartos de final |

## Biografía
Olaf Heredia fue campeón con el Club Universidad Nacional en la temporada 1980-81, en la que Pumas derrotó en la final al Cruz Azul de la mano de Hugo Sánchez. 
Después de jugar en Pumas de la UNAM, fue a Tigres de la UANL, y posteriormente a los entonces Canarios del Morelia, donde fue pieza clave para que el equipo fuera protagonista de las liguillas a finales de la década de los 80. Finalmente, jugó en los Guerreros del Santos Laguna y Cruz Azul.
Jugó en la selección de fútbol de México que participó en la Copa Mundial de Fútbol de 1986, siendo el portero suplente, pues el titular era Pablo Larios.